# Galaxea
Genre
Galaxea est un genre de scléractiniaires (coraux durs), de la famille des Oculinidae.

## Liste d'espèces
| Selon World Register of Marine Species (3 avril 2014) : - Galaxea acrhelia Veron, 2000 - Galaxea alta Nemenzo, 1980 - Galaxea astreata Lamarck, 1816 - Galaxea cryptoramosa Fenner & Veron, 2000 - Galaxea fascicularis Linnaeus, 1767 - Galaxea horrescens Dana, 1846 - Galaxea lawisiana Nemenzo, 1959 - Galaxea longisepta Fenner & Veron, 2000 - Galaxea paucisepta Claereboudt, 1990 | Selon ITIS (3 avril 2014) : - Galaxea alta Nemenzo, 1980 - Galaxea astreata Lamarck, 1816 - Galaxea fascicularis Linnaeus, 1767 - Galaxea paucisepta Claereboudt, 1990 |

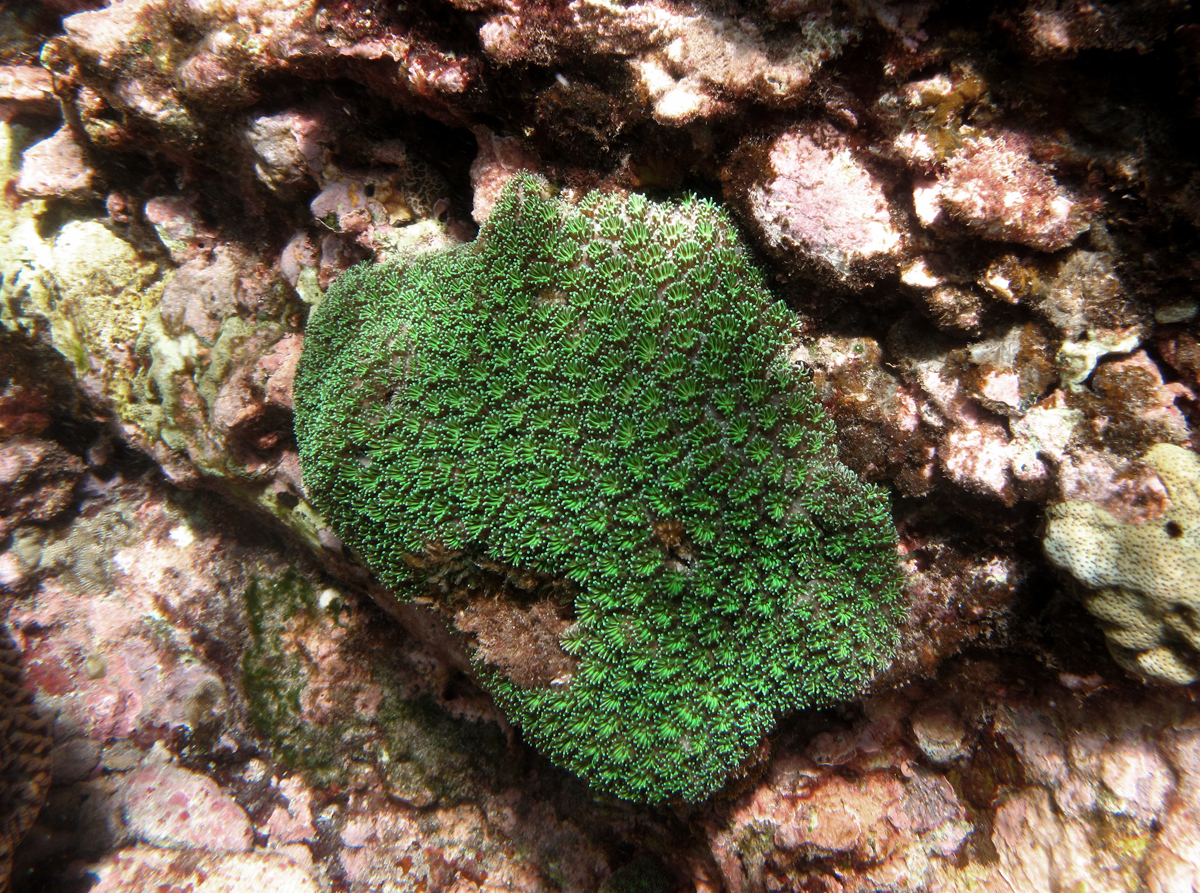
Galaxea fascicularis
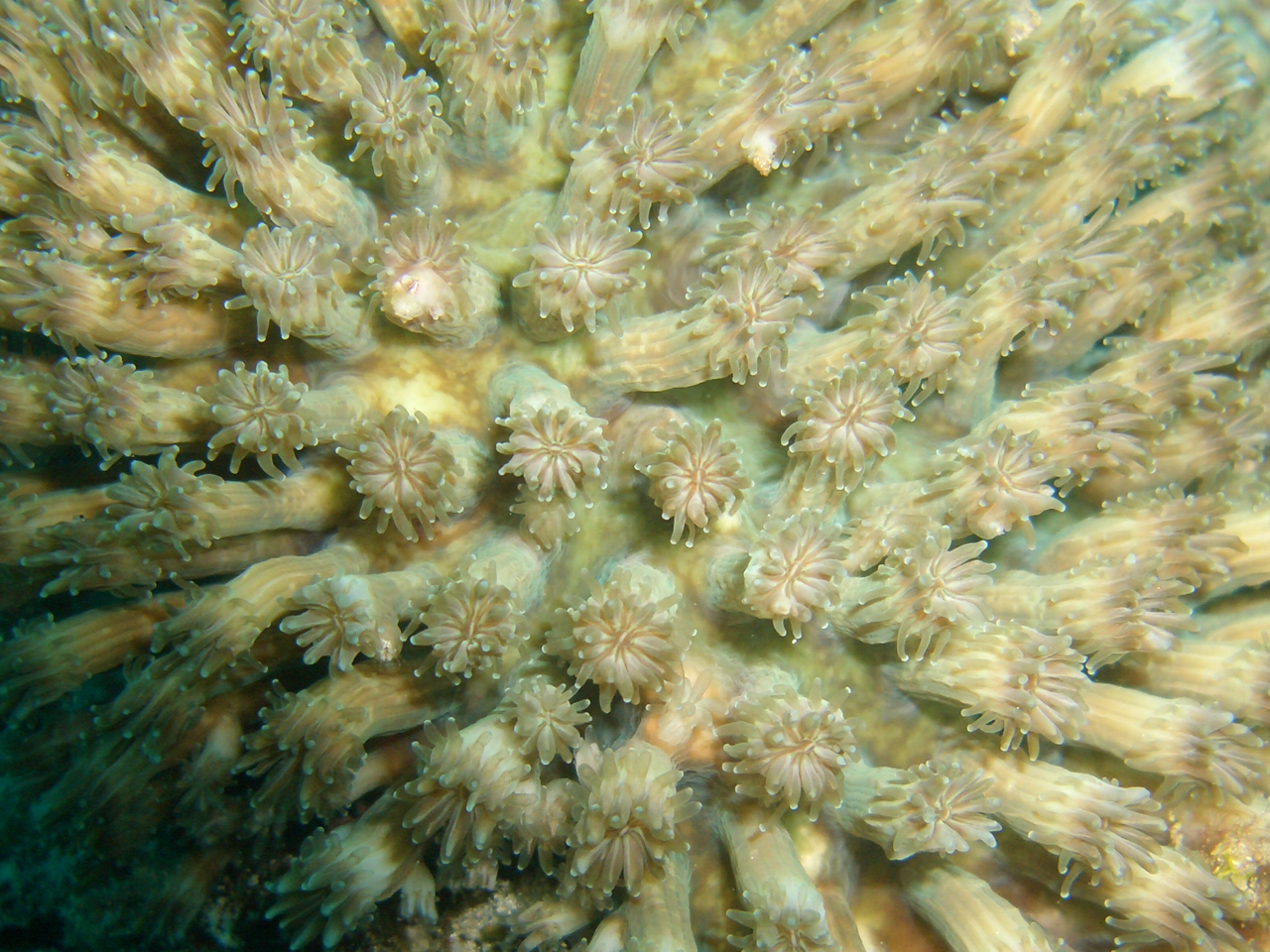
Galaxea astreata